# LGV Haramain
Pour les articles homonymes, voir HHR.
La LGV Haramain (ligne de train à grande vitesse Haramain) ou HHR (en anglais : Haramain High Speed Rail) est une ligne ferroviaire à grande vitesse reliant La Mecque à Médine via Djeddah.
La ligne a été inaugurée en septembre 2018 et fonctionne depuis le 11 octobre 2018.
Il s'agit d'une ligne de 449 km comportant une antenne de 5 km pour desservir l'aéroport de Jeddah ; cette antenne a été ouverte en 2019.

## Objectifs
- Faciliter les transports pour les pèlerins du Hajj et de l'Umrah en reliant La Mecque à l'aéroport international de Djeddah mais également à Médine (2e ville sainte de l'Islam).
- Diminuer le trafic autoroutier entre La Mecque et Djeddah et gérer les pics de trafic.
- Réduire les accidents dans la région de La Mecque (celle-ci représente 35 % des accidents routiers sur l'ensemble du Royaume)
- Développer économiquement et commercialement les zones autour des gares
- Favoriser un meilleur environnement en réduisant les émissions de gaz à effet de serre.

## Stratégie de mise en œuvre et structure du projet
La ligne a été construite sous la forme d'un partenariat public-privé.
La maîtrise d’œuvre de l'opération a été confiée à Dar Al-Handasah.
La réalisation du projet a été scindée en 2 phases, comme suit :
Phase 1
- Lot 1 : contrat général de réalisation du génie civil des voies (ouvrages d'art , préparation des fonds de forme pour les voies) et de construction. Le consortium Al Rajhi qui comprend China Railway Construction Corporation (CRCC), Al Arrab Contracting Company Ltd, Al Suwailem Company et la compagnie de construction française Bouygues a gagné le contrat pour les travaux de génie civil qui ont démarré en avril 2009, pour un achèvement en 2013. Le coût est estimé à 1,9 milliard de dollars
- Lot 2 : contrat général de réalisation des gares. Sur les 5 gares que compte le projet, 2 ont été attribuées au groupement Saudi-Binladen & Yapi Merkezi (Saudi Binladen Consortium), il s'agit des gares de La Mecque et Médine. Les gares de Djeddah centre et KAEC (Ville économique du roi Abdallah) ont été attribuées au consortium regroupant Saudi Oger et El Seif. La dernière gare, située à l'aéroport international de Djeddah, fait partie du projet d'extension de ce même aéroport.

Dans ce cadre, le contrat de conception des gares d'un montant de 38 milliards de dollars a été attribué a une coentreprise entre Foster & Partners et Buro Happold.
Phase 2
La phase 2 a été attribuée en un seul lot, et comprend la mise en place de toutes les infrastructures non incluses dans la phase 1 :  des voies, y compris fourniture des équipements techniques et des trains, ainsi que la maintenance des installations pour une période de 12 ans. 
Ce lot a été remporté par le consortium sous leadership espagnol, composé de douze entreprises espagnoles dont notamment le constructeur ferroviaire Talgo, l'opérateur Renfe, le gestionnaire d'infrastructure Adif et deux sociétés saoudiennes, est chargé de concevoir, financer, construire, exploiter, maintenir et transférer l'infrastructure après une période donnée. Les terrains sont fournis au concessionnaire par le Royaume.
Le consortium a construit notamment les voies ferrées et a fourni 35 rames Talgo 350 (avec une option d'achat pour 23 supplémentaires), dont il assurera le fonctionnement et la maintenance pendant 12 ans.

## Gares desservies
La ligne comporte cinq gares : La Mecque, Djeddah, Aéroport international Roi-Abdelaziz (ouverture en 2019), la Ville économique du roi Abdallah (KAEC) et Médine.
| Gare                                 | Abréviation | Distance (en km) |
| ------------------------------------ | ----------- | ---------------- |
| Gare de La Mecque                    | MAK         | 0                |
| Gare de Djeddah                      | JED         | 78               |
| Aéroport international Roi-Abdelaziz |             | 96               |
| Ville économique du roi Abdallah     | KAEC        | 190              |
| Gare de Médine                       | MED         | 449              |

## Calendrier de réalisation
Des essais à haute vitesse sont effectués en juin 2017. L'ouverture a eu lieu à l'automne 2018.

## Exploitant
L'exploitant est la SRO.

## Corruption
Le roi d’Espagne Juan Carlos a touché 88 millions d’euros en 2008 pour ses services d’intermédiaire entre l’Arabie Saoudite et le consortium espagnol.